# 파블로 가브리엘 가르시아
파블로 가브리엘 가르시아 페레스(스페인어: Pablo Gabriel García Pérez 'paβlo ɣa'βɾjel ɣar'si.a 'peɾes[*], 1977년 5월 11일, 판도 ~)는 우루과이의 전 축구 선수로, 현역 시절 수비형 미드필더로 활약했다.
경기에서 강인함을 드러내는 선수로, (이로 더러운 경기를 하는 선수라는 악명을 떨쳤다.) 그는 고향의 특징을 따 카나리아라는 별명이 붙었다. 그는 현역 시절 대부분을 스페인에서 보냈는데, 6년에 걸쳐 4개의 구단에서 135번의 경기에 출전했고, 그리스에서도 PAOK 소속으로 오래 활약했다.
가르시아는 우루과이 국가대표로 10년을 온전히 활약한 선수이기도 한데, 그는 2002년 FIFA 월드컵과 2번의 코파 아메리카 대회에 참가했다.

## 클럽 경력

### 초기 경력
카넬로네스주 판도 출신인 가르시아는 몬테비데오 원더러스에서 현역 경력을 시작했다. 아틀레티코 마드리드 이적 후, 그는 6달간 페냐롤에 임대를 갔지만, 2군에서 승진하지 못한 그는 이후 이탈리아 거함 밀란으로 이적해 2년을 활약했다.
2000-01 시즌에 세리에 A 5경기 출전에 그친 가르시아는 같은 리그의 베네치아로 2002년 1월에 임대를 갔다. 소속 구단의 강등에도 불구하고, 그는 선전했다.

### 스페인 무대
2002-03 시즌에 라 리가의 오사수나로 이적한 가르시아는 나바라 연고 구단에서 빡빡한 축구를 했다. 2002년 9월 1일, 2-2로 비긴 비야레알과의 경기에서 신고식을 치르면서, 그는 경고를 받았고, 2-2 동점골을 기록했다.
2005년 코파 델 레이 결승전에서, 오사수나의 중원 중추로 거듭난 가르시아는 베티스의 호아킨 산체스에 거친 태클을 걸어 즉시 퇴장을 당했고, 경기는 연장전 끝에 1-2로 패했다. 그러나, 이미 레알 마드리드의 주목을 받은 가르시아는 수도 연고의 구단과 3년 계약을 맺었고, 같은 국적의 카를로스 디오고와 만나게 되었다.
2004-05 시즌에 17번 경고를 받고 1번의 퇴장을 당한 가르시아는 컵 결승전 퇴장으로 2005년 9월 10일에 2-3으로 진 셀타 비고와의 안방 경기에서 11분을 소화해 레알 마드리드 공식 데뷔전을 치렀다. 그는 주전 수비형 미드필더 토마스 그라베센과의 주전 경쟁에서 우위를 점했지만, 둘 다 주전을 꿰차지 못했다.
2005-06 시즌에 마드리드가 준우승을 하도록 도운 후, 가르시아는 파비오 카펠로 신임 감독에 의해 눈밖에 났고, 2006년 8월 29일, 그는 셀타의 1년짜리 임대 계약서에 서명했다. 개인적으로 별 일 없었던 2006-07 시즌은 대부분을 부상으로 보냈는데, 소속 구단도 강등을 당했고, 2007년 7월에 레알 마드리드에 복귀한 후에도 즉시 임대를 나갔는데, 이번에는 승격 새내기 무르시아로 갔다.

### PAOK

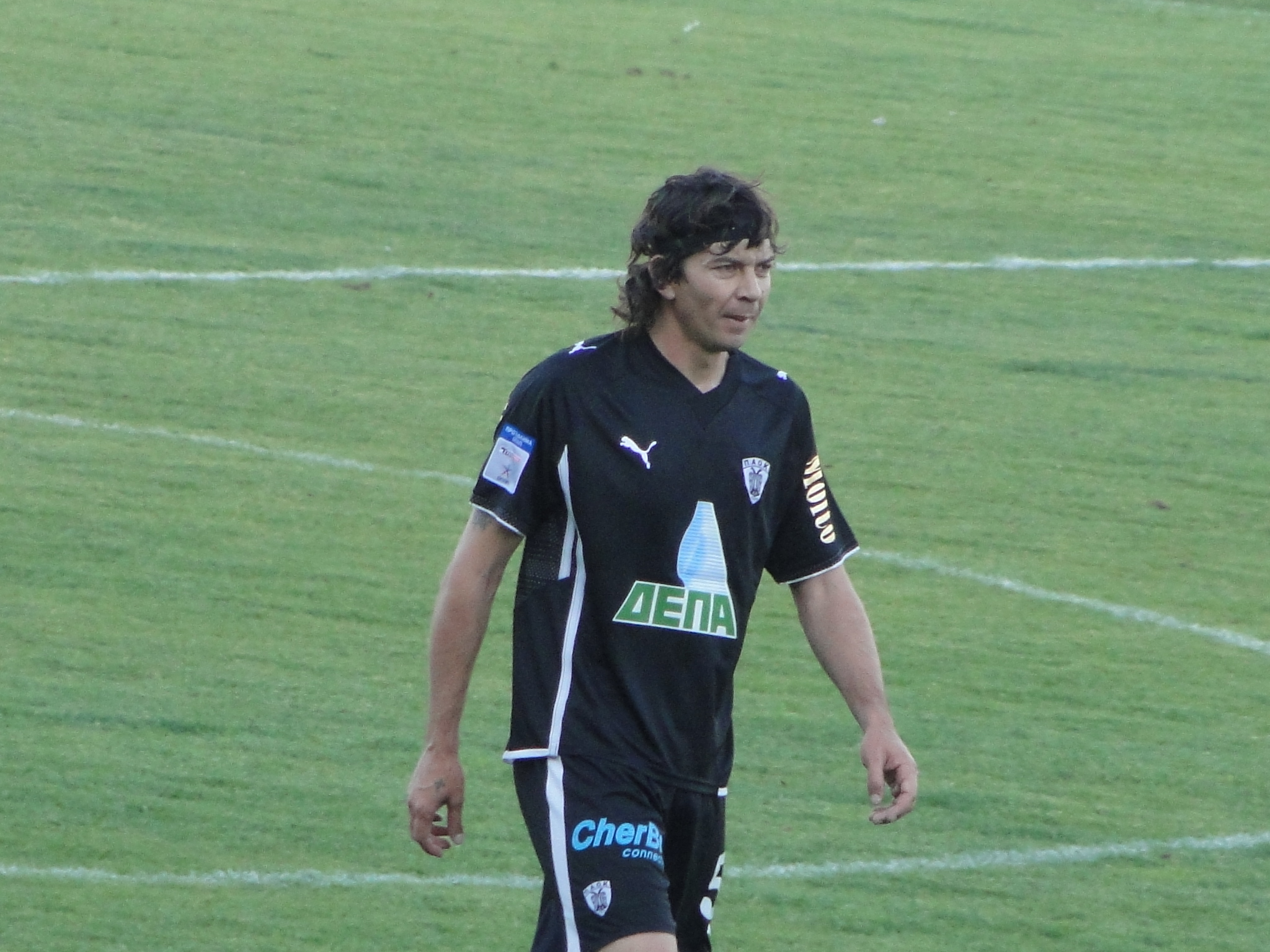
2010년, PAOK의 가르시아

또다시 강등의 쓴잔을 들이킨 가르시아는 2008년 7월 10일에 레알 마드리드에서 방출되었고, 23일에는 그리스의 PAOK 이적에 합의를 보았다. 그는 수비적 능력이 아니기 보다 까칠한 성격보다 즉시 지지자들의 신임을 얻었고, 처음 6번의 경기에서 3번 퇴장을 당했고, 올림피아코스의 지오구 루이스 산투와의 더비 경기에서 선발로 출전해 불명예스러운 일에 휘말렸다. 정적 상황에서 지오구의 팔꿈치에 가격당한 가르시아는 주먹으로 브라질인을 보복했는데, 두 사태 모두 주심이 보지 못했지만, 우루과이인은 이후 3경기 출장 정지 징계를 받았다.
가르시아는 2년차에 훨씬 나은 모습을 보였는데, PAOK는 30경기에서 16골만 허용해 준우승을 거두었고, 이 과정에서 그는 스페인의 비톨로와 중원에서 협력했다. 더 나아가서, 그는 2012년까지 계약 기간을 연장했는데, 같은 계약에서 구단의 재정에 부담을 주지 않기 위해 주급 삭감에도 합의했다.
2012년 5월 23일, 35세의 가르시아는 테살로니키 연고 구단과의 계약을 1년 더 연장했다. 이듬해 3월 20일, 그는 요르고스 도니스 감독과 수 차례 충돌 끝에 상호 계약 해지를 통해 떠났다.
2013년 6월 4일, 가르시아는 대주주 이반 사비디스의 제안으로 PAOK에 복귀해 1년짜리 계약서에 서명했다. 그러나, 반년 후 겨울 이적 시장에서, 그는 같은 리그의 스코다 크산티로 이적해 또다시 반 년이 지난 후에 37세의 나이로 현역에서 은퇴했다.
2015년 5월 24일, 가르시아는 PAOK에 상세 보직이 알려지지 않은 채 복귀했다. 그 다음 달, 프랑크 아르네센 구단 단장이 가르시아가 U-17 부서의 수석 코치를 맡을 것이라고 발표했다.

## 국가대표팀 경력
1997년 12월 13일부터 우루과이 국가대표로 활약한 가르시아는 아랍에미리트와의 파드 국왕컵 경기에서 처음으로 국제 경기에 출전했고, 국가대표팀 주전을 빠르게 꿰찼고, 이후에 1999년 코파 아메리카에도 출전해 총 66경기에 출전했다. 그는 2002년 FIFA 월드컵에서 자국이 참가한 270분을 모두 소화했지만, 2006년 FIFA 월드컵에서는 오스트레일리아와의 2005년 11월 16일 경기에서 승부차기 끝에 패해 본선행을 이룩하지 못했다.
가르시아는 베네수엘라와의 2007년 코파 아메리카 8강전 경기에서 페널티 바깥에 서서 강력하게 공을 차넣었지만, 브라질과의 다음 경기에서 승부차기 주자로 나서서 실축했고, 이것으로 승부가 갈렸다.

## 수상

### 클럽
오사수나
- 코파 델 레이 준우승: 2004–05[2]

### 국가대표팀
- FIFA U-20 월드컵 준우승: 1997
- 코파 아메리카 준우승: 1999

### 개인
- PAOK 올해의 선수: 2011–12